# Argentina, tierra de amor y venganza
Argentina, tierra de amor y venganza (También conocida como ATAV) es una telenovela argentina producida por Pol-ka Producciones y emitida por Canal 13. Su primera temporada se emitió desde el 11 de marzo hasta el 30 de diciembre de 2019. Mientras que su segunda temporada se emitió desde el 10 de abril hasta el 29 de septiembre de 2023. La historia de la primera parte está ambientada durante la década de 1930, en tiempos de bonanza y progreso que contaron con la oleada de inmigración principalmente europea y los comienzos de la decadencia política y económica en Argentina. En la segunda entrega, que está ambientada en la década de 1980, transcurre entre el final de la dictadura y los primeros años de la democracia cuando se produce el regreso de los exiliados, la expansión del VIH/sida y el fenómeno del teatro de revistas.
La primera temporada es protagonizada por Benjamín Vicuña, Gonzalo Heredia, China Suárez, Albert Baró y Delfina Chaves. Mientras que la segunda temporada está protagonizada por Toni Gelabert, Renato Quattordio, Juan Gil Navarro, Justina Bustos, Malena Solda, Virginia Lago y por Federico D'Elía y Gloria Carrá en los roles antagónicos.
Argentina, tierra de amor y venganza fue creada por Adrián Suar y escrita en su primera temporada por Leandro Calderone y Carolina Aguirre, con la dirección de Martín Sabán y Sebastián Pivotto. Tras su éxito, fue extendida a una segunda temporada escrita por Lily Ann Martin y Claudio Lacelli, junto a la dirección de Pivotto y Alejandro Ibáñez. Originalmente su secuela estaría ambientada en 1960 y se estrenaría a durante 2021, pero debido a la pandemia de COVID-19 y a la baja de varios actores, se retrasó. Finalmente durante marzo de 2022, se anunció que la segunda temporada estaría ambientada en 1980.[cita requerida]
La ficción, en total, cuenta con 330 episodios; emitió 205 capítulos en su primera temporada y 125 capítulos en la segunda.

## Trama

### Primera temporada
Bruno Salvat (Albert Baró) y Torcuato Ferreyra (Benjamín Vicuña) eran dos grandes amigos que se conocieron durante la guerra civil española de la década de 1930. Durante una emboscada, ambos quedan gravemente heridos y Bruno, al creer que moriría, le pide a Torcuato que se haga cargo de su hermana Julia y que maneje sus bienes. Sin embargo, Torcuato aprovecha la debilidad de Bruno para dispararle a matar y luego afirmar que él fue el único sobreviviente del atentado. Creyendo muerto a Bruno, Torcuarto llega a Argentina y logra posicionarse como un hombre de la élite porteña.
Por otra parte Aldo Moretti (Gonzalo Heredia), un embarcador italiano que aprovechó la situación que atravesaba España para realizar viajes y llevar inmigrantes a Argentina, conoce a Raquel Liberman Moretti (China Suárez), una joven polaca y a Inma Indalesia (Mirela Payret), una bella jovencita y sobreviviente catalana-española que son engañadas por una red de trata de personas. Al llegar al puerto de Buenos Aires, las llevan a un burdel regenteado por un empresario y proxeneta llamado Samuel Trauman (Fernán Mirás) que es dirigido por Madam Ivonne (Andrea Frigerio).
Con el afán de recuperar a su hermana y sus bienes y acabar con Torcuarto, Bruno se embarca a Argentina y se enamora de Lucía Morel (Delfina Chaves), hija de Libertad Anchorena de morel, quien solo se preocupa porque que su familia pertenezca en la alta sociedad (Virginia Innocenti). Lucía es una inteligente y bella joven que se siente fuera de lugar en una familia conservadora, reaccionaria y una cultura fuertemente machista. Su madre la obliga a comprometerse con Torcuato Ferreyra con el objetivo de mantener el apellido Morel en la aristocracia y conseguir dinero para el tratamiento de su esposo, quien está enfermo de tuberculosis.
De esta forma, en una nueva tierra llena de corrupción y una oleada de inmigración principalmente europea, Aldo intentará por todos los medios lograr salvar a Raquel y a las chicas secuestradas y Bruno buscará destruir a Torcuato y ser feliz con Lucía.
El histórico enfrentamiento entre Torcuato (Benjamín Vicuña) y Bruno (Albert Baró) tendrá un ganador. Pero puede que esa victoria sea efímera. La vida de Lucía (Delfina Chaves) estará atravesada por el dolor. Sin embargo, un suceso especial le cambiará la visión de las cosas, la hará madurar y asentarse: se convertirá en madre. Lo criará con Ferreyra porque Bruno estará en la cárcel y no sabrá que el niño es su hijo, sino hasta capítulos más tarde.
Por otro lado Aldo (Gonzalo Heredia) sucumbirá a los designios de los Ferreyra, sin olvidar a su amada polaca. Una figura especial entrará en escena para soslayar su mediocre presente: la nueva bailarina del Cabaret Varsovia "Mecha" (Soledad Fandiño). Ella será su amante, a pesar de que él tenga un compromiso sellado con la madre de su hija: Alicia Ferreyra (Mercedes Funes).
Mientras que Trauman (Fernán Mirás) recibirá un golpe letal de Raquel (China Suárez) que lo afectará en forma permanente. Además, se verá obligado a "mutar" su negocio de explotación sexual (aunque el espíritu del burdel siempre seguirá vigente). Se encontrará con una hija -Carmen Trauman (Maite Lanata)- que entrará en escena para cobrar venganza. 
La bondad y el don de Raquel la conducirán por un camino que ella cree seguro; sin embargo, se verá involucrada nuevamente en un ambiente tóxico y sumamente doloroso.
De todas formas, hará todo lo posible para acabar con el negocio de la prostitución en Buenos Aires. 
Por su parte, Ana Moretti (Candela Vetrano) está cada día más deprimida por haber perdido a su hijo. Sin embargo, la muerte de su madre Serafina (Julia Calvo) hará que se entere del verdadero paradero de su hijo. Su relación con Manuel Córdoba (Diego Domínguez Llort) se convertirá cada día más inestable y su convivencia se tornará imposible. 
Bruno y Francesca Moretti (Malena Sánchez) tendrán una relación de compromiso de puro afecto y honestidad. Sin embargo, él nunca logrará olvidar a Lucía.
Por último, Madame Ivonne (Andrea Frigerio) deberá darle batalla a una cruel enfermedad que le hará replantear el curso de su vida; por su parte, el desequilibrio mental de Libertad (Virginia Innocenti) irá incendiando, desnudando su "verdadero yo", muy alejado de esa mujer altanera, sin escrúpulos y llena de odio que supo construir.

### Segunda temporada
La historia presenta a Antonio Salvat  (Toni Gelabert) y Segundo Machado (Tato Quattordio) dos amigos, quienes volvían de una fiesta de la cual los habían echado, luego de que un grupo de rugbiers molestara a Toni y que Segundo lo defendiera. La primera escena de la tira, nos muestra a los personajes refugiándose de una tormenta dentro de un teléfono público, y posteriormente vuelven a la casa de Segundo, donde los recibe Alejo Machado, hermano del mismo. Luego de saludarlo, suben a la habitación, donde se lleva a cabo una charla entre Toni y Segundo, que culmina en su primer beso. Son interrumpidos por el padre del dueño de casa, Rafael Machado (Federico D'Elía) quien le dice a Tony que debe llevarlo con urgencia a su casa. Regresa de España, junto a su padre Pedro (Rafael Ferro) a Buenos Aires tras ser exiliado durante la última dictadura militar. Llega convertido en un periodista y escritor inquieto con mucha rebeldía en sus genes, heredada de su abuela Lucía Morel de salvat. Al llegar se encuentra con la noticia que Segundo está comprometido con su novia Pilar Arizmendi (Camila Mateos). También de que su madre estuvo secuestrada en la ESMA y que tiene una hermana de 7 años. Allí comienza a transitar un camino de desilusión que lo lleva directamente a la búsqueda de la verdad sobre su madre, que ha desaparecido.
Por otra parte, Ana Pérez Moretti (Justina Bustos), nieta de Aldo Moretti y "La Polaca", otra de las protagonistas que es madre soltera, conoce casualmente a Ricardo (Darío Barassi) y Horacio Hills, sobrinos de Samuel Trauman (Juan Gil Navarro), y estos le ofrecen trabajo en una compañía de revista porteña, como vedette.

## Temporadas
| Temporada         | Temporada | Episodios | Episodios          | Lanzamiento original | Lanzamiento original     |
| Temporada         | Temporada | Episodios | Episodios          | Primera emisión      | Última emisión           |
| ----------------- | --------- | --------- | ------------------ | -------------------- | ------------------------ |
|                   | 1         | 206       | 205                | 11 de marzo de 2019  | 30 de diciembre de 2019  |
| Especial bloopers | 1         | 206       | 1 de enero de 2020 | 1 de enero de 2020   |                          |
|                   | 2         | 125       | 125                | 10 de abril de 2023  | 29 de septiembre de 2023 |

## Reparto
| Benjamín Vicuña                       | Torcuato Ferreyra (†)                          | Protagonista | Protagonista |                        |  |  |  |  |  |  |  |  |  |  |  |  |  |  |  |  |  |  |  |  |  |  |  |  |  |  |  |  |  |  |  |  |  |  |  |  |  |  |  |  |  |  |  |  |  |  |  |
| Gonzalo Heredia                       | Aldo Lázaro Moretti                            | Protagonista | Protagonista | Mencionado             |  |  |  |  |  |  |  |  |  |  |  |  |  |  |  |  |  |  |  |  |  |  |  |  |  |  |  |  |  |  |  |  |  |  |  |  |  |  |  |  |  |  |  |  |  |  |  |
| China Suárez (T1)                     | Raquel Novack Zimmerman                        | Protagonista | Protagonista |                        |  |  |  |  |  |  |  |  |  |  |  |  |  |  |  |  |  |  |  |  |  |  |  |  |  |  |  |  |  |  |  |  |  |  |  |  |  |  |  |  |  |  |  |  |  |  |  |
| Silvia Kutika (T2)                    | Raquel Novack Zimmerman                        |              |              | Recurrente             |  |  |  |  |  |  |  |  |  |  |  |  |  |  |  |  |  |  |  |  |  |  |  |  |  |  |  |  |  |  |  |  |  |  |  |  |  |  |  |  |  |  |  |  |  |  |  |
| Albert Baró                           | Bruno Salvat                                   | Protagonista | Protagonista | Fotografía             |  |  |  |  |  |  |  |  |  |  |  |  |  |  |  |  |  |  |  |  |  |  |  |  |  |  |  |  |  |  |  |  |  |  |  |  |  |  |  |  |  |  |  |  |  |  |  |
| Delfina Chaves                        | Lucía Morel de Salvat                          | Protagonista | Protagonista | Fotografía             |  |  |  |  |  |  |  |  |  |  |  |  |  |  |  |  |  |  |  |  |  |  |  |  |  |  |  |  |  |  |  |  |  |  |  |  |  |  |  |  |  |  |  |  |  |  |  |
| Fernán Mirás (T1)                     | Samuel Trauman (†)                             | Protagonista | Protagonista |                        |  |  |  |  |  |  |  |  |  |  |  |  |  |  |  |  |  |  |  |  |  |  |  |  |  |  |  |  |  |  |  |  |  |  |  |  |  |  |  |  |  |  |  |  |  |  |  |
| Gustavo Belatti (T2)                  | Samuel Trauman (†)                             |              |              | Recurrente             |  |  |  |  |  |  |  |  |  |  |  |  |  |  |  |  |  |  |  |  |  |  |  |  |  |  |  |  |  |  |  |  |  |  |  |  |  |  |  |  |  |  |  |  |  |  |  |
| Andrea Frigerio                       | Madame Ivonne (†) (nombre real: Olga Bertuzzi) | Protagonista | Protagonista |                        |  |  |  |  |  |  |  |  |  |  |  |  |  |  |  |  |  |  |  |  |  |  |  |  |  |  |  |  |  |  |  |  |  |  |  |  |  |  |  |  |  |  |  |  |  |  |  |
| Virginia Innocenti                    | Libertad de Anchorena de Morel (†)             | Protagonista | Protagonista |                        |  |  |  |  |  |  |  |  |  |  |  |  |  |  |  |  |  |  |  |  |  |  |  |  |  |  |  |  |  |  |  |  |  |  |  |  |  |  |  |  |  |  |  |  |  |  |  |
| Mercedes Funes                        | Alicia Ferreyra                                | Protagonista | Protagonista |                        |  |  |  |  |  |  |  |  |  |  |  |  |  |  |  |  |  |  |  |  |  |  |  |  |  |  |  |  |  |  |  |  |  |  |  |  |  |  |  |  |  |  |  |  |  |  |  |
| Federico D'Elía                       | Rafael Machado (†)                             |              |              | Protagonista           |  |  |  |  |  |  |  |  |  |  |  |  |  |  |  |  |  |  |  |  |  |  |  |  |  |  |  |  |  |  |  |  |  |  |  |  |  |  |  |  |  |  |  |  |  |  |  |
| Federico Amador                       | Francisco Alarcón                              |              |              | Protagonista           |  |  |  |  |  |  |  |  |  |  |  |  |  |  |  |  |  |  |  |  |  |  |  |  |  |  |  |  |  |  |  |  |  |  |  |  |  |  |  |  |  |  |  |  |  |  |  |
| Justina Bustos                        | Ana Pérez Moretti «Anita Moré»                 |              |              | Protagonista Principal |  |  |  |  |  |  |  |  |  |  |  |  |  |  |  |  |  |  |  |  |  |  |  |  |  |  |  |  |  |  |  |  |  |  |  |  |  |  |  |  |  |  |  |  |  |  |  |
| Juan Gil Navarro                      | Horacio «Hills» Hilowitz                       |              |              | Protagonista           |  |  |  |  |  |  |  |  |  |  |  |  |  |  |  |  |  |  |  |  |  |  |  |  |  |  |  |  |  |  |  |  |  |  |  |  |  |  |  |  |  |  |  |  |  |  |  |
| Malena Solda                          | Ethel Patolski de Hilowitz                     |              |              | Protagonista           |  |  |  |  |  |  |  |  |  |  |  |  |  |  |  |  |  |  |  |  |  |  |  |  |  |  |  |  |  |  |  |  |  |  |  |  |  |  |  |  |  |  |  |  |  |  |  |
| Renato Quattordio                     | Segundo Machado                                |              |              | Protagonista           |  |  |  |  |  |  |  |  |  |  |  |  |  |  |  |  |  |  |  |  |  |  |  |  |  |  |  |  |  |  |  |  |  |  |  |  |  |  |  |  |  |  |  |  |  |  |  |
| Toni Gelabert                         | Antonio Salvat                                 |              |              | Protagonista           |  |  |  |  |  |  |  |  |  |  |  |  |  |  |  |  |  |  |  |  |  |  |  |  |  |  |  |  |  |  |  |  |  |  |  |  |  |  |  |  |  |  |  |  |  |  |  |
| Gloria Carrá                          | Sara Woodward de Machado                       |              |              | Protagonista           |  |  |  |  |  |  |  |  |  |  |  |  |  |  |  |  |  |  |  |  |  |  |  |  |  |  |  |  |  |  |  |  |  |  |  |  |  |  |  |  |  |  |  |  |  |  |  |
| Andrea Rincón                         | Mónica Villalobos (T2)                         |              |              | Protagonista           |  |  |  |  |  |  |  |  |  |  |  |  |  |  |  |  |  |  |  |  |  |  |  |  |  |  |  |  |  |  |  |  |  |  |  |  |  |  |  |  |  |  |  |  |  |  |  |
| Andrea Rincón                         | Malena "Pirucha" Peñalva (T1)                  |              | Invitada     |                        |  |  |  |  |  |  |  |  |  |  |  |  |  |  |  |  |  |  |  |  |  |  |  |  |  |  |  |  |  |  |  |  |  |  |  |  |  |  |  |  |  |  |  |  |  |  |  |
| Belén Chavanne                        | Luján Machado                                  |              |              | Protagonista           |  |  |  |  |  |  |  |  |  |  |  |  |  |  |  |  |  |  |  |  |  |  |  |  |  |  |  |  |  |  |  |  |  |  |  |  |  |  |  |  |  |  |  |  |  |  |  |
| Alan Daicz                            | Bartolomé «Tolo» Montes de Oca (T2)            |              |              | Protagonista           |  |  |  |  |  |  |  |  |  |  |  |  |  |  |  |  |  |  |  |  |  |  |  |  |  |  |  |  |  |  |  |  |  |  |  |  |  |  |  |  |  |  |  |  |  |  |  |
| Alan Daicz                            | Abel de Álzaga (T1)                            | Recurrente   |              |                        |  |  |  |  |  |  |  |  |  |  |  |  |  |  |  |  |  |  |  |  |  |  |  |  |  |  |  |  |  |  |  |  |  |  |  |  |  |  |  |  |  |  |  |  |  |  |  |
| Camila Mateos                         | Pilar Arizmendi (T2)                           |              |              | Protagonista           |  |  |  |  |  |  |  |  |  |  |  |  |  |  |  |  |  |  |  |  |  |  |  |  |  |  |  |  |  |  |  |  |  |  |  |  |  |  |  |  |  |  |  |  |  |  |  |
| Camila Mateos                         | Virginia Lynch (T1)                            | Recurrente   |              |                        |  |  |  |  |  |  |  |  |  |  |  |  |  |  |  |  |  |  |  |  |  |  |  |  |  |  |  |  |  |  |  |  |  |  |  |  |  |  |  |  |  |  |  |  |  |  |  |
|                                       |                                                |              |              |                        |  |  |  |  |  |  |  |  |  |  |  |  |  |  |  |  |  |  |  |  |  |  |  |  |  |  |  |  |  |  |  |  |  |  |  |  |  |  |  |  |  |  |  |  |  |  |  |
| Julia Calvo                           | Serafina de Moretti (†)                        | Principal    | Principal    |                        |  |  |  |  |  |  |  |  |  |  |  |  |  |  |  |  |  |  |  |  |  |  |  |  |  |  |  |  |  |  |  |  |  |  |  |  |  |  |  |  |  |  |  |  |  |  |  |
| Candela Vetrano                       | Anna Moretti                                   | Principal    | Principal    |                        |  |  |  |  |  |  |  |  |  |  |  |  |  |  |  |  |  |  |  |  |  |  |  |  |  |  |  |  |  |  |  |  |  |  |  |  |  |  |  |  |  |  |  |  |  |  |  |
| Malena Sánchez                        | Francesca Moretti                              | Principal    | Principal    |                        |  |  |  |  |  |  |  |  |  |  |  |  |  |  |  |  |  |  |  |  |  |  |  |  |  |  |  |  |  |  |  |  |  |  |  |  |  |  |  |  |  |  |  |  |  |  |  |
| Diego Domínguez                       | Manuel Córdoba                                 | Principal    | Principal    |                        |  |  |  |  |  |  |  |  |  |  |  |  |  |  |  |  |  |  |  |  |  |  |  |  |  |  |  |  |  |  |  |  |  |  |  |  |  |  |  |  |  |  |  |  |  |  |  |
| Ana Pauls                             | Edith                                          | Recurrente   | Recurrente   |                        |  |  |  |  |  |  |  |  |  |  |  |  |  |  |  |  |  |  |  |  |  |  |  |  |  |  |  |  |  |  |  |  |  |  |  |  |  |  |  |  |  |  |  |  |  |  |  |
| Daryna Butryk                         | Helga                                          |              | Recurrente   |                        |  |  |  |  |  |  |  |  |  |  |  |  |  |  |  |  |  |  |  |  |  |  |  |  |  |  |  |  |  |  |  |  |  |  |  |  |  |  |  |  |  |  |  |  |  |  |  |
| Luli Torn                             | Rosa "Dina"(†)                                 | Recurrente   | Principal    |                        |  |  |  |  |  |  |  |  |  |  |  |  |  |  |  |  |  |  |  |  |  |  |  |  |  |  |  |  |  |  |  |  |  |  |  |  |  |  |  |  |  |  |  |  |  |  |  |
| Ruggero Pasquarelli                   | Víctor «Toro» de Leone (†)                     | Principal    |              |                        |  |  |  |  |  |  |  |  |  |  |  |  |  |  |  |  |  |  |  |  |  |  |  |  |  |  |  |  |  |  |  |  |  |  |  |  |  |  |  |  |  |  |  |  |  |  |  |
| Matías Mayer                          | Edinson Gallo                                  | Principal    | Principal    |                        |  |  |  |  |  |  |  |  |  |  |  |  |  |  |  |  |  |  |  |  |  |  |  |  |  |  |  |  |  |  |  |  |  |  |  |  |  |  |  |  |  |  |  |  |  |  |  |
| Federico Salles                       | Gabriel Celestino Morel de Anchorena           | Principal    | Principal    |                        |  |  |  |  |  |  |  |  |  |  |  |  |  |  |  |  |  |  |  |  |  |  |  |  |  |  |  |  |  |  |  |  |  |  |  |  |  |  |  |  |  |  |  |  |  |  |  |
| Gastón Cocchiarale                    | David Lowenstein                               | Principal    | Principal    |                        |  |  |  |  |  |  |  |  |  |  |  |  |  |  |  |  |  |  |  |  |  |  |  |  |  |  |  |  |  |  |  |  |  |  |  |  |  |  |  |  |  |  |  |  |  |  |  |
| Minerva Casero                        | Lidia Morel de Anchorena                       | Principal    | Principal    |                        |  |  |  |  |  |  |  |  |  |  |  |  |  |  |  |  |  |  |  |  |  |  |  |  |  |  |  |  |  |  |  |  |  |  |  |  |  |  |  |  |  |  |  |  |  |  |  |
| Tomás Kirzner                         | Julián Salinas                                 | Principal    | Principal    |                        |  |  |  |  |  |  |  |  |  |  |  |  |  |  |  |  |  |  |  |  |  |  |  |  |  |  |  |  |  |  |  |  |  |  |  |  |  |  |  |  |  |  |  |  |  |  |  |
| Fausto Bengoechea                     | Juan Carlos «Alambre» Galván (†)               | Principal    | Principal    |                        |  |  |  |  |  |  |  |  |  |  |  |  |  |  |  |  |  |  |  |  |  |  |  |  |  |  |  |  |  |  |  |  |  |  |  |  |  |  |  |  |  |  |  |  |  |  |  |
| Joaquín Flamini                       | Nino                                           | Principal    |              |                        |  |  |  |  |  |  |  |  |  |  |  |  |  |  |  |  |  |  |  |  |  |  |  |  |  |  |  |  |  |  |  |  |  |  |  |  |  |  |  |  |  |  |  |  |  |  |  |
| Franco Quercia                        | Malek Azadyan                                  | Principal    | Principal    |                        |  |  |  |  |  |  |  |  |  |  |  |  |  |  |  |  |  |  |  |  |  |  |  |  |  |  |  |  |  |  |  |  |  |  |  |  |  |  |  |  |  |  |  |  |  |  |  |
| Ariel Pérez de María                  | Alí Azadyan (†)                                | Principal    | Principal    |                        |  |  |  |  |  |  |  |  |  |  |  |  |  |  |  |  |  |  |  |  |  |  |  |  |  |  |  |  |  |  |  |  |  |  |  |  |  |  |  |  |  |  |  |  |  |  |  |
| Juan Manuel Correa                    | Genaro (†)                                     | Principal    |              |                        |  |  |  |  |  |  |  |  |  |  |  |  |  |  |  |  |  |  |  |  |  |  |  |  |  |  |  |  |  |  |  |  |  |  |  |  |  |  |  |  |  |  |  |  |  |  |  |
| Luciano Cáceres                       | Julio Salaberry (†)                            | Principal    | Principal    |                        |  |  |  |  |  |  |  |  |  |  |  |  |  |  |  |  |  |  |  |  |  |  |  |  |  |  |  |  |  |  |  |  |  |  |  |  |  |  |  |  |  |  |  |  |  |  |  |
| Guillermo Arengo                      | José Pablo Morel (†)                           | Recurrente   |              |                        |  |  |  |  |  |  |  |  |  |  |  |  |  |  |  |  |  |  |  |  |  |  |  |  |  |  |  |  |  |  |  |  |  |  |  |  |  |  |  |  |  |  |  |  |  |  |  |
| Vivian El Jaber                       | Alfreda Sforza (†)                             | Recurrente   | Recurrente   |                        |  |  |  |  |  |  |  |  |  |  |  |  |  |  |  |  |  |  |  |  |  |  |  |  |  |  |  |  |  |  |  |  |  |  |  |  |  |  |  |  |  |  |  |  |  |  |  |
| Mateo Chiarino                        | Basualdo (†)                                   | Recurrente   | Recurrente   |                        |  |  |  |  |  |  |  |  |  |  |  |  |  |  |  |  |  |  |  |  |  |  |  |  |  |  |  |  |  |  |  |  |  |  |  |  |  |  |  |  |  |  |  |  |  |  |  |
| Macarena Paz                          | Marie Morel                                    |              | Recurrente   |                        |  |  |  |  |  |  |  |  |  |  |  |  |  |  |  |  |  |  |  |  |  |  |  |  |  |  |  |  |  |  |  |  |  |  |  |  |  |  |  |  |  |  |  |  |  |  |  |
| Mariano Saborido                      | Paco Jamandreu                                 | Recurrente   | Recurrente   |                        |  |  |  |  |  |  |  |  |  |  |  |  |  |  |  |  |  |  |  |  |  |  |  |  |  |  |  |  |  |  |  |  |  |  |  |  |  |  |  |  |  |  |  |  |  |  |  |
| Lourdes Mansilla                      | Alenka Novack Zimmerman                        |              | Recurrente   | Llamada Telefónica     |  |  |  |  |  |  |  |  |  |  |  |  |  |  |  |  |  |  |  |  |  |  |  |  |  |  |  |  |  |  |  |  |  |  |  |  |  |  |  |  |  |  |  |  |  |  |  |
| Joaquín Berthold                      | Ernesto Sagasti                                |              | Recurrente   |                        |  |  |  |  |  |  |  |  |  |  |  |  |  |  |  |  |  |  |  |  |  |  |  |  |  |  |  |  |  |  |  |  |  |  |  |  |  |  |  |  |  |  |  |  |  |  |  |
| Maite Lanata                          | Carmen Trauman (†)                             |              | Principal    | Mencionada             |  |  |  |  |  |  |  |  |  |  |  |  |  |  |  |  |  |  |  |  |  |  |  |  |  |  |  |  |  |  |  |  |  |  |  |  |  |  |  |  |  |  |  |  |  |  |  |
| Lucio Adansa                          | Javier Salvat                                  |              |              | Recurrente             |  |  |  |  |  |  |  |  |  |  |  |  |  |  |  |  |  |  |  |  |  |  |  |  |  |  |  |  |  |  |  |  |  |  |  |  |  |  |  |  |  |  |  |  |  |  |  |
| Soledad Fandiño                       | Mercedes «Mecha» Podestá/ Dora Waimann         |              | Principal    |                        |  |  |  |  |  |  |  |  |  |  |  |  |  |  |  |  |  |  |  |  |  |  |  |  |  |  |  |  |  |  |  |  |  |  |  |  |  |  |  |  |  |  |  |  |  |  |  |
|                                       |                                                |              |              |                        |  |  |  |  |  |  |  |  |  |  |  |  |  |  |  |  |  |  |  |  |  |  |  |  |  |  |  |  |  |  |  |  |  |  |  |  |  |  |  |  |  |  |  |  |  |  |  |
| Antonio Yantorno (niño, dos caps. T1) | Pedro Salvat Morel (†) / Ferreyra              |              | Recurrente   |                        |  |  |  |  |  |  |  |  |  |  |  |  |  |  |  |  |  |  |  |  |  |  |  |  |  |  |  |  |  |  |  |  |  |  |  |  |  |  |  |  |  |  |  |  |  |  |  |
| Valentino Bonelli (niño, resto T1)    | Pedro Salvat Morel (†) / Ferreyra              |              | Recurrente   |                        |  |  |  |  |  |  |  |  |  |  |  |  |  |  |  |  |  |  |  |  |  |  |  |  |  |  |  |  |  |  |  |  |  |  |  |  |  |  |  |  |  |  |  |  |  |  |  |
| Rafael Ferro (adulto, T2)             | Pedro Salvat Morel (†) / Ferreyra              |              |              | Recurrente             |  |  |  |  |  |  |  |  |  |  |  |  |  |  |  |  |  |  |  |  |  |  |  |  |  |  |  |  |  |  |  |  |  |  |  |  |  |  |  |  |  |  |  |  |  |  |  |

### Segunda temporada
- Hernan Muñoa como Director de Sucesos Argentinos. (T1)
- Juan Ignacio Di Marco como Carlos «Charly» Lombardo/Hilowitz
- Virginia Lago como Luisa Sosa
- Santiago Talledo como Marcos Soria
- Julieta Díaz como Silvia Sosa de Salvat (†)
- Darío Barassi como Ricardo «Hills» Hilowitz
- Martín Bossi como Orlando Berti
- Francisco Donovan como Eduardo Dreyfuss (†)
- Jorge Lorenzo como Omar Singulani (†)
- Rodrigo Raffetto como Walter Gaitta
- Eliam Pico como Ángel Lombardo
- Julián Pucheta como Raúl Santillán (T1)/José María «Josema»,María José «Majo» (T2)
- Agostina Caute como Salma
- Alma Gandini como Tita (T1)/Pamela (T2)
- Matías Santoianni como Yoni
- Jessica Abouchain como Leticia
- Agustín Sullivan como Abel
- Federico Ottone como Carlos Jáuregui (†)
- Thomas Lepera como Raúl
- Juan Ignacio Martínez como Alejo Machado (†)
- Gabriel Gallichio como Sergio
- Jerónimo Bosia como Justino Gatica
- Marina Castillo como Doris
- Candela Saitta como Camila Kleiman
- Valeria Lois como Delia Paredes de Singulani/Carmen Paredes
- Magela Zanotta como Julia Salvat
- Annasofía Facello como Fabiana Prado
- Carla Pandolfi como Graciela de Alarcón
- Alejo García Pintos como Alfredo Faveiro
- Fito Yanelli como el Dr. Freire
- Ernesto Larrese como Gustavo Iturbide (T1)/ Monseñor Ulises Arizmendi (T2)
- José María Listorti como Miguel Villalobos
- Roberto Peña como Freddy Rosales
- Santiago Stieben como Tincho Alvés
- Mario Alarcón como Américo (†)
- Mariela Pizzo como Mariana Casanova de Lombardo (†)
- Silvina Sabater como Rosa de Pérez
- Gabo Correa como Intendente Prado (†)
- Daniel Dibiase como Comisario Bustamante
- Mario Moscoso como Secuestrador
- Luis Lezcano como Goyo Montes de Oca
- Lydia Antelo como Alice de Montes de Oca
- Mauricio Minetti como Nicanor Dreyfuss
- Eugenia Alonso como Dolores de Lynch (T1)/ Elena de Dreyfuss (T2)
- Ignacio Pérez Cortez como Pablin Conte
- Manuela Pal como Lorena
- Luisa Drozdek como María Aurelia “Cocó” de Lucca
- Alexia Moyano como Laura Medina
- Florencia Anca como Gloria Lisarriaga (†)
- Anabella Bacigaluppo como Patricia Di Salvo
- Sol Moreno como Milagros
- Alejandro Fiore como Suárez (†)
- Fabio Di Tomaso como Néstor Prado
- Jeremías Da Cruz como Tomás Pérez Moretti
- Jana Juarez como Florencia «Floppy» Singulani/Rocío Salvat
- Facundo Marsella como Nicolás Alarcón
- Esteban Lisazo como Martín[10]
- Mimi Ardú como Madre superiora del Convento
- Martina Capaldo como Vanina
- María Pía Galiano como Sargento López
- Eduardo Liotta como Oscar Ramirez
- Carlos Girini como Toledo
- Manuel Ramos como Marcelo
- Marcos Montes como Luis Rosales/Germán Rosenberg (†)
- Romina Lugano como Mercedes
- Wanda Brenner como Guadalupe
- Franco Pucci como Fernando Vilches/Fernando Hilowitz Patolski
- Cristina Blanco como Bety
- Jorge Roberto Prado como Coronel Ibánez
- Ana Kogan como Marita
- Natalia Cociuffo como Directora del Colegio de Florencia Singulani/Rocío Salvat

## Recepción
La telenovela debutó el 11 de marzo de 2019 con un promedio de 13.9 puntos de rating, posicionándose como lo más visto del día. En su segundo episodio promedió 12.7 puntos, superando la serie turca Mi vida eres tú de Telefe.
La telenovela obtuvo un promedio total de 13.6 puntos de rating en sus 205 capítulos con picos de 17.0 puntos en algunas emisiones. Se posicionó como lo segundo más visto del 2019 detrás de Showmatch. Superó en audiencia incluso a Susana Giménez —que logró una media anual de 12.6 puntos—. El 22 de junio de 2020, Canal 13 repuso la primera temporada, ya que no se produjeron nuevos ciclos debido a la pandemia de COVID-19, siendo emitida de lunes a viernes a las 23:00, también por El Trece Internacional.
En 2023, debutó la segunda temporada, el lunes 10 de abril con un piso de 14.6 puntos de rating (que dejó el programa Los 8 Escalones), registró en su estreno un rating de 10.0 (3.9 menos que el estreno de la primera temporada) con picos de 12 puntos, perdiendo contra su competencia directa MasterChef Argentina. Desde el día martes 11 de abril, la ficción no supera los 10 puntos de rating y todos los días marca unos números entre 5 y 7 puntos que es muy preocupante para una ficción nacional.
A partir del mes de mayo, se comenzaron a registrar picos de apenas 6.2 y resultados entre 4.2 y 5 puntos de rating.
Desde el 11 de septiembre de 2023 y hasta su último capítulo, pasó a ser emitida a las 23:30, ya que dicho día fue el estreno de Buenos chicos, la nueva ficción nacional de eltrece.
El día del gran final, 29 de septiembre, la novela obtuvo tan sólo 4.9 puntos de rating. Dejándola en segundo puesto contra Telefe.
En general, la novela durante los 5 meses en pantalla se mantuvo pareja entre los 4 y los 6 puntos de rating.
En cuanto a promedio total, la tira llegó a 5.5 durante la emisión de sus 125 capítulos, lo que se considera como insuficiente para un canal que solía hacer 20 puntos de rating.
El 3 de abril de 2024, luego de 7 meses del final de la segunda temporada. El canal Volver emite por primera vez las repeticiones de la tira, siendo emitida de lunes a viernes a las 20:00.

## Premios y nominaciones
| Año  | Premio                           | Categoría                              | Nominado/a (s)                       | Resultado | Ref(s) |
| ---- | -------------------------------- | -------------------------------------- | ------------------------------------ | --------- | ------ |
| 2019 | Premios Notirey                  | Mejor ficción diaria                   | Argentina, tierra de amor y venganza | Ganador   | [ 13 ] |
| 2019 | Premios Notirey                  | Mejor producción                       | Argentina, tierra de amor y venganza | Ganador   | [ 13 ] |
| 2019 | Premios Notirey                  | Revelación masculina                   | Diego Domínguez                      | Ganador   | [ 13 ] |
| 2019 | Premios Notirey                  | Revelación masculina                   | Fausto Bengoechea                    | Nominado  | [ 13 ] |
| 2019 | Premios Notirey                  | Revelación femenina                    | Lourdes Mansilla                     | Ganadora  | [ 13 ] |
| 2019 | Premios Notirey                  | Mejor actriz en ficción diaria         | China Suárez                         | Nominada  | [ 13 ] |
| 2019 | Premios Notirey                  | Mejor actriz en ficción diaria         | Delfina Chaves                       | Ganadora  | [ 13 ] |
| 2019 | Premios Notirey                  | Mejor actor en ficción diaria          | Albert Baró                          | Ganador   | [ 13 ] |
| 2019 | Premios Notirey                  | Mejor actor en ficción diaria          | Gonzalo Heredia                      | Nominado  | [ 13 ] |
| 2019 | Premios Notirey                  | Mejor actor en ficción diaria          | Benjamín Vicuña                      | Nominado  | [ 13 ] |
| 2019 | Premios Notirey                  | Mejor actriz de reparto                | Malena Sánchez                       | Ganadora  | [ 13 ] |
| 2019 | Premios Notirey                  | Mejor actriz de reparto                | Virginia Innocenti                   | Nominada  | [ 13 ] |
| 2019 | Premios Notirey                  | Mejor actriz de reparto                | Mercedes Funes                       | Nominada  | [ 13 ] |
| 2019 | Premios Notirey                  | Mejor actor de reparto                 | Ruggero Pasquarelli                  | Ganador   | [ 13 ] |
| 2019 | Premios Notirey                  | Mejor actor de reparto                 | Federico Salles                      | Nominado  | [ 13 ] |
| 2019 | Produ Awards                     | Telenovela                             | Argentina, tierra de amor y venganza | Nominada  | [ 14 ] |
| 2019 | Produ Awards                     | Actriz de reparto                      | China Suárez                         | Nominada  | [ 14 ] |
| 2019 | Produ Awards                     | Actriz revelación                      | Delfina Chaves                       | Nominada  | [ 14 ] |
| 2019 | Produ Awards                     | Escritor                               | Leandro Calderone y Carolina Aguirre | Nominados | [ 14 ] |
| 2019 | Produ Awards                     | Director                               | Sebastián Pivotto y Martín Saban     | Nominados | [ 14 ] |
| 2019 | Premios Martín Fierro de la Moda | Mejor vestuario en programa de ficción | Argentina, tierra de amor y venganza | Ganador   | [ 15 ] |

## Producción
Las grabaciones de la primera temporada iniciaron el 2 de enero de 2019 y finalizaron el 15 de noviembre de 2019. Luego de Padre Coraje, esta es una de las producciones más costosas en los últimos años de Canal 13. Gran parte de la producción se desarrolla en los Estudios Baires de Don Torcuato y para cada episodio que se grabó se requirió de 150 personas.
El personaje de China Suárez está basado la vida de Rokhl Lea Liberman (más conocida como Raquel Liberman) una polaca nacida en el siglo XX, que al igual que el personaje sufría de abusos en Argentina. A diferencia de la telenovela, Ruchla Laja Liberman tenía 2 hijos y el personaje solo tiene 4 hermanos. Además, el personaje de Fernán Mirás se basa en Noé Trauman el primer presidente de la red de tratas Zwi Migdal.

## Secuela
En 2019, se confirmó la secuela de Argentina, tierra de amor y venganza, que estaría ambientada en el año 1962 y tenía planeado estrenarse a mitad de 2021, pero debido a la pandemia y a la baja de algunos actores el estreno se retrasó. En 2021 se confirmó que la segunda temporada estaba en desarrollo, pero debido a la no continuación de gran parte del elenco original, se dio a conocer que estaría ambientada 40 años después, en 1980; aunque la idea original era hacer una trilogía de temporadas, la primera temporada ambientada en 1940, la segunda en 1960 y la tercera en 1980.
En marzo del 2022, se confirmó que el elenco principal estaría conformado por Gloria Carrá, Federico D'Elía, Juan Gil Navarro, Ignacio Di Marco, Justina Bustos, Malena Solda, Santiago Talledo, Belén Chavanne, Toni Gelabert y Renato Quattordio. Poco después, se anunció la incorporación de Federico Amador, Andrea Rincón, Virginia Lago, Alan Daicz, Rafael Ferro y la participación especial de Darío Barassi. En abril, se confirmó la incorporación de Camila Mateos, Francisco Donovan y la participación especial de Julieta Díaz. El rodaje comenzó el 16 de mayo de 2022. El 9 de febrero de 2023 se vieron los primeros avances. El primer capítulo fue estrenado el 10 de abril de 2023. Finalizó el 29 de septiembre de 2023 con un total de 125 capítulos.